# Selezione maschile di calcio della Catalogna
La selezione di Calcio della Catalogna (in catalano Selecció de futbol de Catalunya) detta anche Selecció de Barcelona e XI Catalan, è la Nazionale di calcio della Catalogna.
È patrocinata dalla Federació Catalana de Futbol (FCF), la quale non è affiliata né alla FIFA né alla UEFA. A dispetto del carattere non ufficiale, dal 1904 la squadra ha giocato quasi 200 partite contro diverse squadre nazionali, regionali e contro club. Dal 1997 una selezione catalana gioca, di solito nel periodo natalizio, un match contro una squadra nazionale. Tra le squadre con cui hanno giocato ci sono Brasile, Argentina, Colombia, Tunisia e Nigeria.

## Storia
La selezione catalana fece il suo debutto nel 1904. Inizialmente giocarono contro diverse squadre, come il Club Español, il Madrid, il Barcellona e l'Irún. Il 2 febbraio 1912 fecero il loro esordio internazionale contro la Francia, perdendo 7-0 a Parigi. Il 1º dicembre 1912 le due selezioni si reincontrarono a Barcellona, e stavolta i catalani vinsero 1-0. Nel 1914 la Catalogna giocò contro l'Euskadi per la prima volta, ma non è noto il punteggio. La prima gara dal punteggio noto tra le due squadre fu disputata il 3 gennaio 1915 al San Mamés di Bilbao. L'undici catalano perse 6-1.
Il 25 marzo 2019 la selezione gioca per la prima volta un'amichevole in una "finestra FIFA", vincendo per 2-1 sul Venezuela. Ha potuto sfruttare questa occasione in quanto non affiliata alla CONIFA.

## Colori e simboli

### Evoluzione della divisa

#### Trasferta
| 2000 | 2004 | 2007-2009 | 2010-2011 | 2013-2014 |  |

## Gare internazionali
| Data              | Stadio                      | Squadra ospitante    | Rivale                     | Punteggio      | Referto |
| ----------------- | --------------------------- | -------------------- | -------------------------- | -------------- | ------- |
| 29 maggio 2024    | Nova Creu Alta              | Catalogna            | Panama                     | 2-2            |         |
| 25 maggio 2022    | Montilivi                   | Catalogna            | Giamaica                   | 6-0            | referto |
| 30 marzo 2020     | Lleida                      | Catalogna            | Giamaica                   | Cancellata     |         |
| 25 marzo 2019     | Montilivi                   | Catalogna            | Venezuela                  | 2-1            |         |
| 28 dicembre 2016  | Montilivi                   | Catalogna            | Tunisia                    | 3-3 (2-4 rig.) |         |
| 26 dicembre 2015  | Camp Nou                    | Catalogna            | Euskadi                    | 0-1            |         |
| 28 dicembre 2014  | San Mamés                   | Catalogna            | Euskadi                    | 1-1            | referto |
| 30 dicembre 2013  | Lluís Companys              | Catalogna            | Capo Verde                 | 4-1            | referto |
| 2 gennaio 2013    | Cornellà-El Prat            | Catalogna            | Nigeria                    | 1-1            | referto |
| 30 dicembre 2011  | Lluís Companys              | Catalogna            | Tunisia                    | 0-0            | referto |
| 28 dicembre 2010  | Lluís Companys              | Catalogna            | Honduras                   | 4-0            | referto |
| 22 dicembre 2009  | Camp Nou                    | Catalogna            | Argentina                  | 4-2            | referto |
| 28 dicembre 2008  | Camp Nou                    | Catalogna            | Colombia                   | 2-1            | referto |
| 24 maggio 2008    | Camp Nou                    | Catalogna            | Argentina Olimpica         | 0-1            | referto |
| 29 dicembre 2007  | San Mamés                   | Catalogna            | Euskadi                    | 1-1            | referto |
| 8 ottobre 2006    | Camp Nou                    | Catalogna            | Euskadi                    | 2-2            | referto |
| 24 maggio 2006    | Estadio Olímpic de Terrassa | Catalogna            | Costa Rica                 | 2-0            | referto |
| 28 dicembre 2005  | Camp Nou                    | Catalogna            | Paraguay                   | 1-1            | referto |
| 29 dicembre 2004  | Camp Nou                    | Catalogna            | Argentina                  | 0-3            | referto |
| 25 maggio 2004    | Camp Nou                    | Catalogna            | Brasile                    | 2-5            | referto |
| 28 dicembre 2003  | Camp Nou                    | Catalogna            | Ecuador                    | 4-0            | referto |
| 28 dicembre 2002  | Camp Nou                    | Catalogna            | Cina                       | 2-0            | referto |
| 18 maggio 2002    | Camp Nou                    | Catalogna            | Brasile                    | 1-3            | referto |
| 28 dicembre 2001  | Camp Nou                    | Catalogna            | Cile                       | 1-0            | referto |
| 22 dicembre 2000  | Camp Nou                    | Catalogna            | Lituania                   | 5-0            | referto |
| 23 dicembre 1999  | Lluís Companys              | Catalogna            | Jugoslavia                 | 1-0            | referto |
| 22 dicembre 1998  | Lluís Companys              | Catalogna            | Nigeria                    | 5-0            | referto |
| 23 dicembre 1997  | Lluís Companys              | Catalogna            | Bulgaria                   | 1-1            | referto |
| 6 giugno 1976     | Camp Nou                    | Catalogna            | Unione Sovietica           | 1-1            |         |
| 21 febbraio 1971  | San Mamés                   | Euskadi              | Catalogna                  | 1-2            |         |
| 14 settembre 1960 | José Alvalade               | Selezione di Lisbona | Catalogna                  | 3-3            |         |
| 29 agosto 1957    | Nou Sardenya                | Catalogna            | CE Europa                  | 0-5            |         |
| 26 gennaio 1956   | Les Corts                   | Catalogna            | Luton Town FC              | 3-1            |         |
| 26 gennaio 1955   | Les Corts                   | Catalogna            | Bologna Football Club 1909 | 6-2            |         |
| 9 agosto 1953     | ?                           | Catalogna            | Spagna                     | 0-6            |         |
| 19 ottobre 1947   | Sarria                      | Catalogna            | Spagna                     | 3-1            |         |
| 24 giugno 1934    | Gerona                      | Catalogna            | Brasile                    | 2-2            |         |
| 17 giugno 1934    | Les Corts                   | Catalogna            | Brasile                    | 2-1            |         |
| 2 febbraio 1934   | Les Corts                   | Catalogna            | Spagna                     | 0-2            |         |
| 1º gennaio 1931   | San Mamés                   | Catalogna            | Euskadi                    | 2-3            |         |
| 8 giugno 1930     | Lluís Companys              | Catalogna            | Euskadi                    | 0-1            |         |
| 7 luglio 1926     | Praga                       | Catalogna            | Cecoslovacchia             | 1-2            |         |
| 13 dicembre 1925  | Sarria                      | Catalogna            | Cecoslovacchia             | 2-1            |         |
| 13 marzo 1924     | Les Corts                   | Catalogna            | Spagna                     | 0-7            |         |
| 4 giugno 1916     | San Mamés                   | Catalogna            | Euskadi                    | 0-5            |         |
| 22 maggio 1916    | Carrer Industrial           | Catalogna            | Euskadi                    | 0-0            |         |
| 21 maggio 1916    | Carrer Industrial           | Catalogna            | Euskadi                    | 1-3            |         |
| 7 febbraio 1915   | Carrer Industrial           | Catalogna            | Euskadi                    | 2-2            |         |
| 3 gennaio 1915    | San Mamés                   | Catalogna            | Euskadi                    | 1-6            |         |
| 1º dicembre 1912  | Barcellona                  | Catalogna            | Francia                    | 1-0            |         |
| 2 febbraio 1912   | Parigi                      | Catalogna            | Francia                    | 1-4            |         |

## Allenatori
- Pichi Alonso, 1995-2005
- Sergio González, 2005-2009
- Johan Cruijff, 2009-2013
- Gerard López, 2013-

## Palmarès
- Copa Príncep d'Astúries: 4
  - 1916, 1922, 1924, 1926
- Trofeu Catalunya Internacional: 2
  - 2009, 2010